# 蘇糖核酸
蘇糖核酸（英語：Threose nucleic acid，缩写：TNA）是一種與DNA和RNA相似的化學物質，但組成物有所不同。地球上已知生物並未發現體內有此物質。
TNA的骨架是由重複排列的蘇糖（threose）單位，經由磷酸酯鍵連結而成。在實驗室中，可利用DNA聚合酶合成出DNA與TNA的混合長鏈。

## 外部連結
- Was simple TNA the first nucleic acid on Earth to carry a genetic code? （页面存档备份，存于） - New scientist
- ORIGIN OF LIFE: A Simpler Nucleic Acid （页面存档备份，存于） - Leslie Orgel